# آرثر فيرغسون
آرثر فيرغسون (بالإنجليزية: Arthur Ferguson)‏ هو لاعب كرة قدم أسترالية أسترالي، ولد في 9 أبريل 1887، وتوفي في 13 مارس 1969.

## وصلات خارجية
- آرثر فيرغسون على موقع AustralianFootball.com (الإنجليزية)
- آرثر فيرغسون على موقع AFLtables.com (الإنجليزية)